# Ver parasite
Le terme de vers parasites rassemble des espèces appartenant à divers groupes des helminthes (en particulier les plathelminthes ou vers plats comme les cestodes (ténia, bothriocéphales), les trématodes (douves), et les némathelminthes ou nématodes ou vers ronds). 

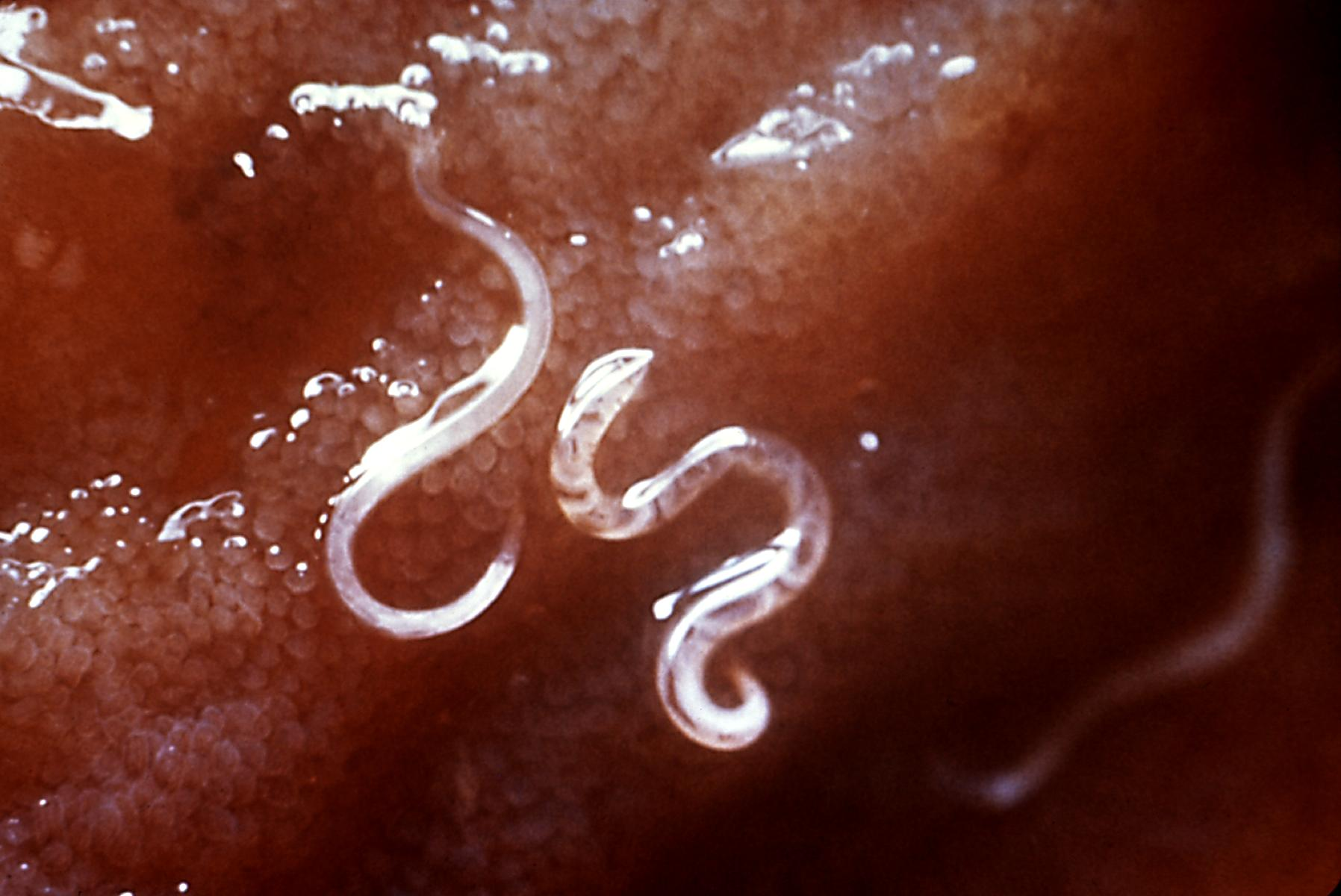
ankylostomes attachés à la muqueuse intestinale

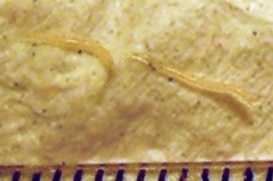
Deux vers du genre Enterobius (captés alors qu'ils émergeaient d'un anus)

Le mot ver ne correspond donc pas à un groupe monophylétique : les vers constituent un groupe très hétérogène d'animaux invertébrés qui partagent une caractéristique commune, à savoir un corps mou, flexible, de forme allongée et ne comportant aucune partie dure.
Les vers parasites ont besoin d'un hôte, animal (dont les humains) ou plante. 
On parle parfois, improprement, de vers parasites pour décrire certaines myases (car au premier stade, certaines larves des mouches responsables de ces myases ont la forme de vers).

## Maladies
|                                   | Cestodes (ténias)                   | Trématodes (douves)                                    | Nématodes (vers ronds)                                                                                                |
| --------------------------------- | ----------------------------------- | ------------------------------------------------------ | --- |
| Forme                             | Plan segmenté                       | Plan non-segmenté                                      | Cylindrique |
| Cavité générale                   | Non                                 | Non                                                    | Présent |
| Corps couvrant                    | Tégument                            | Tégument                                               | Cuticules |
| Tube digestif                     | Non                                 | Termine dans le cæcum                                  | Termine dans l'anus                                                                                                   |
| Sexe                              | Hermaphrodite                       | Hermaphrodite, sauf les schistosomes qui sont dioïques | Dioïque |
| Organes de fixation               | Ventouse et rostellum avec crochets | Ventouse buccale et ventouse ventrale                  | Lèvre, dents, extrémités filariformes et plaques dentaires                                                            |
| Exemple de maladies chez l'humain | Parasitose intestinale              | Schistosomiase                                         | Ascaridiose, dracunculose, éléphantiasis, oxyurose, filariose, ankylostome, onchocercose, trichinose, trichocephalose |

Les vers parasites peuvent induire des maladies appelées « parasitoses », telles :
- la dracunculose,
- les distomatoses :
  - Clonorchis sinensis
  - Dicrocoelium dendriticum, petite douve du foie
  - Fasciolopsis buski responsable de distomatose intestinale humaine.
- l'hydatidose :
  - Echinococcus granulosus,
- Echinococcus multilocularis responsable de l'échinococcose alvéolaire
- les Hymenolepididae responsables de tæniasis
- l'ankylostomose :
  - Necator americanus responsable d'une ankylostomose humaine qui est un parasite obligatoire de l'espèce humaine.
- la filariose :
  - la loase, une forme de filariose transmise par un taon.
- Trichinella spiralis

## Protection contre les maladies auto-immunes
Les immunologistes ont d'abord constaté que les maladies auto-immunes sont très rares dans les régions où les infections parasitaires intestinales sont fréquentes, et qu'elles sont au contraire les plus fréquentes chez les personnes n'ayant jamais déclaré de parasitoses intestinales. 
Ils ont constaté que des vers intestinaux amélioraient des paramètres biologiques et d'imagerie. On a d'abord pensé que la parasitose permettait soit de détourner l'action auto-immune des globules blancs contre les parasites plutôt que contre le propre système nerveux du patient, soit de faire bénéficier indirectement l'organisme du patient de substances produites par les parasites pour se faire oublier du système immunitaire de l'hôte. En fait, c'est peut-être parce que le trio mammifères – bactéries intestinales – vers parasite a coévolué depuis des millions d'années. On suppose que certains vers font en effet depuis très longtemps partie de l'écosystème intestinal et qu'ils pourraient même y jouer un rôle utile.
Plusieurs espèces d'helminthes ont développé des interactions vitales avec nos bactéries intestinales ou celles d'autres mammifères. 
Par exemple, les vers parasites du genre Trichuris sont des hôtes fréquents du gros intestin de nombreux mammifères. Quand ils ne pullulent pas (on parle alors de  « portage asymptomatique »), ils semblent jouer un rôle actif dans l'entretien et la modulation du système immunitaire, comme le font certains virus (chez la souris, quand le système immunitaire est en formation) ou certaines bactéries (dont le prototype sont des bactéries filamenteuses segmentées qu'on ne sait pas cultiver, proche des clostridia). 
On a récemment montré que ces vers dépendent - totalement - de la flore bactérienne normale de leur hôte (dont E. coli) pour pouvoir se reproduire normalement dans le gros intestin.  Les œufs des Trichuris, qui infectent habituellement les souris, n'éclosent qu'en présence de cellules bactériennes, qui se regroupent autour d'une petite ouverture de l'œuf par laquelle le ver doit normalement sortir lors de l'éclosion. Sans ces bactéries, l'éclosion avorte. On ignore si le ver rend des services aux bactéries, mais la présence de bactéries typiques du gros intestin pourrait être le signal, pour l'œuf, qu'il est dans l'environnement qui lui convient (la larve mourrait si elle éclosait dans l'estomac, ou serait condamnée si elle apparaissait dans les selles  expulsées).
Or, des Trichuris infectent environ 1 milliard d'êtres humains, surtout en régions subtropicales, mais avec la plupart du temps un faible taux d'infestation par intestin. Cette situation favoriserait la survie du parasite qui modulerait l'immunité de l'hôte à son propre avantage, comme le font les « bonnes bactéries » de l'intestin.

## Soigner avec des helminthes?
Des recherches récentes ont efficacement testé la possibilité de traiter des maladies auto-immunes (inflammation de l'intestin, et peut-être bientôt diabète de type I, lupus, polyarthrite rhumatoïde…) en provoquant chez les malades des infections parasitaires à bas niveau. Des traitements de ce type (encore controversés) existent pour soigner la maladie de Crohn et la colite ulcéreuse.
Ces travaux sont basés sur l'hypothèse, ou la théorie, que ces vers intestinaux pourraient tempérer des réponses immunitaires anormalement élevées, qui sans eux peuvent se retourner contre l'organisme en provoquant les pathologies auto-immunes qui ne semblent exister que dans les pays riches et là où l'hygiène antiparasitaire est la plus poussée.  Si cette hypothèse est avérée, il faudrait à l'avenir considérer la santé de la flore bactérienne intestinale de concert avec l'effet modulateur immunitaire de vers plus ou moins commensaux, et les œufs de certains vers pourraient peut-être faire partie des probiotiques.